# トリガー・エフェクト
『トリガー・エフェクト』（原題：The Trigger Effect）は、1996年制作のアメリカ合衆国のスリラー映画。『ジュラシック・パーク』や『ミッション:インポッシブル』の脚本家デヴィッド・コープの監督デビュー作。
日本では劇場未公開で、WOWOWでの放送タイトルは『トリガー・エフェクト/L.A.大停電』。

## あらすじ
停電であらゆる機能がマヒしたロサンゼルス。子供が生まれたばかりのマシューとアニーの若い夫婦は、友人のジョーと共に停電によるパニックで起きている様々な混乱を避けるため自宅に留まっていたが、その自宅にも危険が迫ってきたため、脱出することを決める。
その途中、路肩に放置されていた車の中からゲイリーという1人の男が現れ、同乗させてくれと頼んでくる。マシュー達はゲイリーを同乗させるが、彼の懐に拳銃を発見したジョーが動転して発砲、ジョーは逆にゲイリーに撃たれて負傷、マシュー達は車を奪われてしまう。

## キャスト
※括弧内はVHS版吹替。
- マシュー：カイル・マクラクラン（宮本充）
- アニー：エリザベス・シュー（渡辺美佐）
- ジョー：ダーモット・マローニー（小山力也）
- レイモンド：リチャード・T・ジョーンズ（板東尚樹）
- ステフ：ビル・スミトロヴィッチ
- ゲイリー：マイケル・ルーカー